# 모노게네스
기독교 성경 비평과 신학에서, "모노게네스"(Monogenēs)의 의미와 사용에 대한 분쟁이 있었다. 이 단어는 전통적 번역과 같이 "독자"를 의미하는가, 또는 그것은 단지 "오직" 또는 "오직 하나"를 의미 하는가? 이 단어는 "오직, 단일, 독특한" 아들, 또는 "특수한, 좋아하는, 정당한" 아들을 의미하는가? John 3:16과 관련된 본문 비평이다. (또한 John 3:16, etc.).

## 참고 도서
- Harris, B.P. (2012). 《Studies in the Usage of the Greek Word Monogenes as Found in the Gospel of John, the Epistle to Hebrews, First Clement and Other Sources》 (PDF).